# Klenak (Serbia)
Klenak (cyr. Кленак) – wieś w Serbii, w Wojwodinie, w okręgu sremskim, w gminie Ruma. W 2011 roku liczyła 2946 mieszkańców.